# Liubov Petrújina
Liubov Petrújina en ruso: Любовь Петрухина) es una deportista soviética que compitió en halterofilia. Ganó una medalla de plata en el Campeonato Europeo de Halterofilia de 1992, en la categoría de 56 kg.

## Palmarés internacional
| Representando a la CEI |                   |                  |           |
| Campeonato Europeo     |                   |                  |           |
| Año                    | Lugar             | Medalla          | Categoría |
| 1992                   | Loures (Portugal) | Medalla de plata | 56 kg     |